# سرگئی ماناساریان
سرگئی هنریکی ماناساریان (ارمنی: Սերգեյ Հենրիկի Մանասարյան؛ زادهٔ ۲۵ فوریهٔ ۱۹۵۹) یک دیپلمات و سیاست‌مدار اهل ارمنستان است. وی از سال ۲۰۱۲ تا؟ میلادی سمت قائم مقامی وزیر امور خارجه ارمنستان را برعهده داشت. وی از ۲۰۱۶ تا کنون سفیر جمهوری ارمنستان در چین می‌باشد.
وی از دانشگاه ملی علوم کشاورزی ارمنستان فارغ‌التحصیل گشت.